# Jacques Biarne
Jacques Biarne est un enseignant, archéologue et historien français né à Paris 6e le 31 juillet 1934 et mort au Mans le 17 juillet 2013, spécialiste du monachisme en Occident.

## Biographie
Professeur agrégé, il commence sa carrière dans l'enseignement en 1960 avant d'exercer à partir de 1967 au collège universitaire du Mans.

## Travaux
Sa thèse soutenue en 1990 porte sur "les origines du monachisme en Occident".
Il effectue également des fouilles archéologiques sur le site d'Allonnes et sur le site de la place Saint-Hilaire au Mans.